# Marcin Buchali
Marcin Ryszard Buchali (ur. 30 marca 1991 w Łodzi) – polski urzędnik i ekonomista, doktor nauk społecznych, w 2023 wicewojewoda łódzki.

## Życiorys
Ukończył studia z zakresu politologii i polityki społecznej. W 2023 uzyskał na Uniwersytecie Łódzkim stopień doktora nauk społecznych na podstawie pracy pt. Budowanie efektywności pracy trenera i instruktora sportu w kontekście zarządzania zasobami ludzkimi w polskich młodzieżowych klubach sportowych. Autor publikacji naukowych, specjalizował się w zakresie zarządzania zasobami ludzkimi, rynku pracy i efektywności organizacyjnej. Wykładał m.in. w Akademii Ekonomiczno-Humanistycznej w Warszawie oraz Akademii Humanistyczno-Ekonomicznej w Łodzi. Zajął się również działalnością sportową, wszedł w skład rady nadzorczej PGE Skry Bełchatów i zarządu Łódzkiego Związku Piłki Siatkowej.
Od 2018 zatrudniony w Łódzkim Urzędzie Wojewódzkim w Łodzi. Od 2020 był doradcą wojewody Tobiasza Bocheńskiego, później także pełnomocnikiem ds. zaopatrzenia województwa łódzkiego w węgiel. W 2022 został dyrektorem Regionalnego Ośrodka Debaty Międzynarodowej w Łodzi. 5 maja 2023 powołany na stanowisko pierwszego wicewojewody łódzkiego. W grudniu tego samego roku zakończył pełnienie funkcji wicewojewody. W 2024 wybrany do rady miejskiej Łodzi.